# Thomas Thøgersen
Thomas Thøgersen (født 2. april 1968) er en tidligere dansk fodboldspiller, der spillede for bl.a. Brøndby IF og Portsmouth F.C..

## Titler
- DBU Pokalen: 1994
- Superligaen: 1996, 1997 og 1998